# Бад Мергентхајм
Бад Мергентхајм (њем. Bad Mergentheim) град је у њемачкој савезној држави Баден-Виртемберг. Једно је од 18 општинских средишта округа Маин-Таубер-Крајс. Према процјени из 2010. у граду је живјело 22.505 становника. Посједује регионалну шифру (AGS) 8128007.

## Географски и демографски подаци
Бад Мергентхајм се налази у савезној држави Баден-Виртемберг у округу Маин-Таубер-Крајс. Град се налази на надморској висини од 206 метара. Површина општине износи 130,0 km². У самом граду је, према процјени из 2010. године, живјело 22.505 становника. Просјечна густина становништва износи 173 становника/km².

## Међународна сарадња
| Мјесто          | Држава    | Врста сарадње | Од    |
| --------------- | --------- | ------------- | ----- |
| Боргоманеро     | Италија   | партнерство   | 2005. |
| Фуефуки         | Јапан     | партнерство   | 1991. |
| Сен Мари ди Мон | Француска | партнерство   | 1967. |
| Дињ ле Бен      | Француска | партнерство   | 1961. |
| Извор           |           |               |       |